# El Heraldo de Reus
El Heraldo de Reus: semanario comercial portavoz del campo de Tarragona: industria, agricultura, noticias, variedades y anuncios, va ser un setmanari que es publicà en aquesta ciutat entre 1916 i 1934.

## Història
Fundat per Jaume Fort Prats, amb la finalitat d'informar de temes d'agricultura i comercials de Reus i la seva comarca, i de tot l'Estat espanyol. Dona també una visió prou ampla de les principals activitats socials i culturals de Reus. A partir de 1924, el subtítol és: "Semanario ilustrado comercial, ajeno a toda política partidista". Tot i tenir una tendència conservadora, no s'inclina mai per cap partit polític ni pren posició en les eleccions.
No consten mai els noms dels col·laboradors, encara que es coneix el nom d'alguns, com el catedràtic de l'Institut Jaume Cardoner, el poeta Pere Ferré Solanes o els il·lustradors Antoni Soler i Josep Maria Constantí Zamora. Publica números extraordinaris dedicats a Martí Folguera, Llovera o a la II Exposició d'aplicacions de l'electricitat a l'agricultura. A partir dels anys vint, segons consta a portada, regala setmanalment a tots els seus subscriptors plecs d'obres amb gravats de caràcter local, enquadernats gratis; les obres són: "Anales de Reus en 1860 a nuestros días", "Dietario Reusense Contemporáneo", "Guia de Reus" i "Estudio Monográfico de Reus en 1924-25", totes elles obres de Jaume Fort. Durant els anys 30 inclou les revistes: "Suplemento Gráfico", "La Semana Gráfica", "La Unión Ilustrada", "Mundo gráfico" o "Nuevo mundo". Publica textos de El Heraldo de Cataluña, fundat també per Prats. D'aquest periòdic reben cada setmana un suplement gràfic que s'insereix a l'Heraldo de Reus, almenys fins al 1933.
Dedica una atenció preferent a vins, olis i fruita seca, tant en l'aspecte de producció com comercial. Reflecteix el moviment portuari de Barcelona i Tarragona i els valors de canvi i borsa de Reus. Els espectacles, matrimonis, demografia, efemèrides, successos, etc., són també una part important de la informació.
La llengua del periòdic és el castellà, però publica també textos en català, sense que se'n pugui aclarir la motivació.

## Aspectes tècnics
Sortia els dissabtes. El primer número va sortir el 7 de febrer de 1916. El nombre de pàgines varia a cada exemplar. Tots porten una coberta publicitària de quatre pàgines. Format foli, normalment a tres columnes. Inclou abundants fotografies, la major part de les quals són esdeveniments i personatges de la vida reusenca. La direcció i administració estava domiciliada al carrer Major, 12, de Reus. S'imprimia a la Impremta d'Artur Rabassa. Va acabar el 1934.

## Localització
- Una col·lecció a la Biblioteca Central Xavier Amorós de Reus.[3]
- Una col·lecció a la Biblioteca del Centre de Lectura de Reus i exemplars a la Biblioteca de Catalunya.[4]